# La Madone au baldaquin (Giordano)
Pour l’article homonyme, voir La Madone au baldaquin.
La Madone au baldaquin ou Notre-Dame du rosaire est un tableau du peintre de l'école napolitaine de peinture Luca Giordano réalisé vers 1685. Cette huile sur toile est conservée au musée de Capodimonte de Naples.

## Histoire
Cette œuvre a été peinte pour la basilique du Saint-Esprit de Naples et est la plus connue et la plus admirée de celles réalisées par Giordano dans la seconde moitié des années 1680.

## Description
Giordano transforme le sujet sacré traditionnel en une procession populaire riche en personnages.
L'œuvre évoque une procession mariale, une atmosphère festive où les tons chauds tranchent avec la blancheur des vêtements de la Vierge couronné d’étoiles. Une foule compacte lui rend hommage, dont saint Dominique et sainte Catherine. Des anges tiennent le baldaquin et des angelots jettent des roses.

## Analyse
La palette évoque l'aquarelle et l'atmosphère annonce le XVIIIe siècle. Ce tableau fut d'ailleurs apprécié et copié par les peintres français, notamment par Jean-Honoré Fragonard lors de son séjour à Naples en 1781.
La Madone au baldaquin constitue un manifeste de la poétique de la période de maturité de l'artiste à son retour de Florence et renvoie au moment capital de la fortune du Bernin dans la culture vice-royale et espagnole. Giordano y rend hommage à la période romaine de ce dernier quelques années après sa mort survenue en 1680, transformant le prototype de la basilique Saint-Pierre en une machine festive, typique du baroque napolitain, en représentant dans les cinq bandes latérales, avec des scènes du Christ et de la Vierge, une « mini-anthologie » personnelle.
Dans ce grand rassemblement de personnages, de saints et d'anges, le peintre semble exprimer un élan de joie et de félicité.

## Exposition
Cette peinture est exposée dans le cadre de l'exposition Naples à Paris. Le Louvre invite le musée de Capodimonte au musée du Louvre du 7 juin 2023 au 8 janvier 2024.